# 雅龐州
雅龐州（Ngatpang）是帛琉16個行政區其中一個。面積47平方公里，位於帛琉本島（巴伯尔图阿普岛）西部，人口共464人，是帛琉人口數第五多的州。首府為愛庫爾（Oikuul）。